# (9179) Satchmo
(9179) Satchmo (1991 EM1) – planetoida z pasa głównego asteroid okrążająca Słońce w ciągu 5,15 lat w średniej odległości 2,98 j.a. Odkryta 13 marca 1991 roku.